# Rota do sal

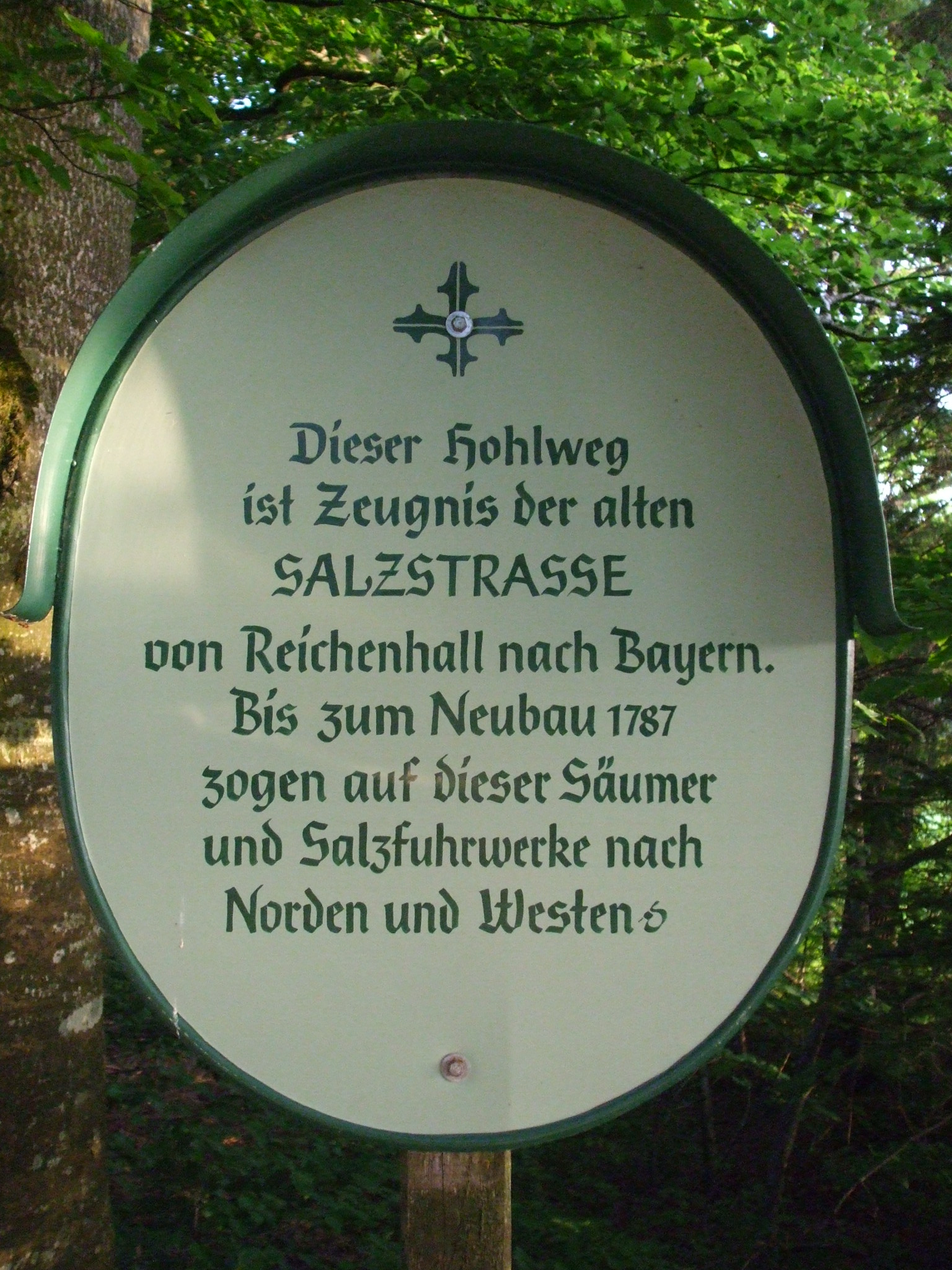
Rota do Sal na Baviera.

Rota do Sal (ou também chamado caminho, via ou estrada do sal)  é qualquer rota comercial pré histórica ou histórica, pelas quais se transportava sal, em destino a regiões que careciam dele: veja a (História do sal).
A partir da Idade do Bronze no Segundo milénio a.C. houve a aparição de rotas fixas de Transumância, tais como os drailles' na Ligúria, que conectava a zona marítima da Ligúria, com os alpages, muitos antes de construírem caminho das quais as regiões ricas em sal, proviam para as que necessitavam de sal.

## Ver Também
- História do sal